# International Council of Societies of Industrial Design
L'International Council of Societies of Industrial Design (Icsid) va ser fundat el 1957 a partir d'un grup d'organitzacions del disseny industrial. Avui l'ICSID és una societat mundial que promou millor disseny arreu del món, i va estar rebatejat com a World Design Organization el gener de 2017. Avui el WDO inclou més de 140 organitzacions membres de més de 40 països, representant un nombre estimat 150.000 dissenyadors, L'ICSID ajuda a promocionar ciutats i un millor disseny industrial i arquitectònic a les ciutats mitjançant el projecte de la Capital Mundial del Disseny.

## Setè congrés
El VII Congrés de l'International Council of Societies of Industrial Design (ICSID) va ser un congrés històric sobre el disseny que va tenir lloc a Eivissa del 14 al 16 d'octubre de 1971. El va organitzar l'Agrupació de Disseny Industrial del Foment de les Arts Decoratives (ADI/FAD), i el que podia haver estat una trobada professional convencional va esdevenir un esdeveniment sense precedents a l'Espanya i en l'àmbit internacional.
En tres dies no només es va fer un congrés obert que potenciava l'intercanvi i les discussions entre professionals i estudiants, sinó que es va concebre com un punt de confluència entre el disseny i les formes més experimentals de l'art i l'arquitectura del moment. L'escenari triat va ser Eivissa, perquè era un oasi enmig de la censura i la repressió del règim franquista i per la seva barreja de tradició i cosmopolitisme. Entre els impulsors del congrés hi havia els dissenyadors Yves Zimmermann i André Ricard, el filòsof Xavier Rubert de Ventós, l'artista Albert Ràfols-Casamada, l'arquitecte Antoni de Moragas i el crític i historiador d'art Daniel Giralt-Miracle.
Per a allotjar-hi els estudiants es va projectar una ciutat efímera, de plàstic inflable, aixecada amb el treball col·lectiu dels assistents. Se la va anomenar Instant City i ben aviat va erigir-se com a autèntic emblema del congrés. El 2012 el MACBA de Barcelona va organitzar una exposició, on es va poder consultar material documental, fotografies i pel·lícules, procedents de diversos arxius i del fons del Museu. Posteriorment es va presentar al Museu d'Art Contemporani d'Eivissa.

### Context històric
La situació econòmica i industrial començava a dibuixar una nova etapa inspirada en el desenvolupament i el benestar. Entre 1964 i 1975, tres plans de desenvolupament van afavorir la industrialització del país amb els denominats polos de desarrollo, situats als voltants de les grans ciutats. D'aquesta manera, es va iniciar el que el Govern va denominar milagro económico español, que va permetre el creixement massiu del sector terciari –el del turisme–, que a poc a poc va ampliar-se cap a les costes i les illes de l'Estat.
A Catalunya es buscaven escletxes en el règim que permetessin gaudir d'unes llibertats mínimes i d'una modernització tant en l'àmbit polític com industrial, social i cultural. Aquest afany va derivar en l'aparició d'una sèrie d'entitats i plataformes (associatives, recreatives, culturals i professionals) que van proliferar des de principis dels seixanta. En aquesta època van sorgir nous corrents socials de gran influència entre els joves. Un d'ells va ser el moviment contracultural, que va veure el naixement de certes comunitats afins sobretot a Eivissa i Formentera.
L'altre moviment d'influència internacional és el del Maig del 68, que va tenir una forta incidència en les universitats catalanes. A través del SDEUB (Sindicat Democràtic d'Estudiants de la Universitat de Barcelona) els estudiants van reivindicar els mateixos principis que reclamaven els joves francesos. La capital catalana feia temps que havia emprès la seva lluita contra el franquisme no només en el camp polític –amb la Caputxinada del 1966– sinó també en l'àmbit cultural i associatiu.
És dins d'aquest esperit reivindicatiu, que afectava tant l'àmbit social com el polític, que se situa la tasca dels professionals de l'arquitectura i del disseny. Els arquitectes van democratitzar la seva estructura col·legial i van defensar una arquitectura i un urbanisme no especulatius. Una cosa semblant es va produir a l'interior del FAD (Foment de les Arts Decoratives), que tenia una gran sintonia amb el Col·legi d'Arquitectes i la seva voluntat modernitzadora. Encara que l'ADI/FAD no es va legalitzar fins al 1960, uns anys abans un grup de joves dissenyadors ja havien començat a organitzar-se amb un propòsit clar: contribuir a canviar la societat. Molts dels promotors de l'ADI/FAD havien conegut de prop l'obra del GATCPAC, havien tingut oportunitat de visitar obres de Le Corbusier o Alvar Aalto, havien estat implicats amb el treball renovador del Grup R i eren conscients que apareixia una societat nova amb uns altres gustos –que tendia a l'austeritat, a l'economia de la forma i a l'ús de nous materials– i a la que volien servir. Per això es van dedicar a concebre objectes que s'atenguessin a aquests nous paràmetres i que poguessin produir-se en sèrie, mitjançant els incipients recursos industrials, provinents de petits tallers o d'indústries mitjanes.
La feina que va dur a terme l'ADI/FAD, amb una composició multidisciplinària, tampoc és aliena a l'aparició en aquesta dècada a Barcelona de les escoles de disseny Massana (1960), Elisava (1961) i Eina (1967). En aquestes escoles es van formar les noves generacions de professionals. Comptaven amb el mestratge dels dissenyadors que havien fet el trànsit de la cultura artesanal a la cultura industrial i que tenien una concepció humanística del disseny, vinculant-lo a altres pràctiques creatives i al pensament teòric.

### Precedents: l'ICSID
L'any 1957 es va crear a Londres l'ICSID, International Council of Societies of Industrial Design (Consell Internacional de Societats de Disseny industrial), amb la intenció d'aplegar associacions professionals de disseny de diverses nacionalitats. L'ICSID va néixer amb la voluntat de protegir els interessos dels dissenyadors industrials i assegurar uns estàndards globals de disseny. Al mes de setembre de 1959 va tenir lloc el I Congrés de l'ICSID a Estocolm, en el decurs del qual es va elaborar la primera definició de disseny industrial. Des d'aleshores es van celebrar congressos bianuals. En el moment del congrés d'Eivissa, l'ICSID englobava unes cinquanta associacions amb més de trenta mil afiliats.

### Organització i activitats
L'organització del congrés pretenia fomentar l'intercanvi d'opinions i el diàleg. El discurs teòric, dens i variat que es va generar a les speakings rooms va ser el més important d'aquell congrés, que va convocar més de 1.300 participants. El congrés volia defugir en principi qualsevol programació. Es va estructurar en sales de reunions (en els dos hotels de la cala), on es feien presentacions i discussions sobre temes de disseny, urbanisme, art, noves tecnologies i pensament. Hi va haver intervencions especialment destacades: el filòsof Xavier Rubert de Ventós va parlar sobre el puritanisme en el disseny; l'artista José María Yturralde, amb col·laboradors del Centro de Cálculo de la Universidad Complutense de Madrid, va mostrar les possibilitats de l'aplicació dels ordinadors al disseny; Jordi Cerdà, llavors estudiant de l'Escola Massana, va presentar un estudi sobre el temps amb la utilització del cinema com a mitjà; Lluís Pau, alumne de l'escola Eina de disseny de Barcelona, dirigit pel pintor Albert Ràfols-Casamada, va preparar una presentació sobre la situació del disseny a l'Estat espanyol; i Pau Riba va ser convidat a fer un concert en un dels hotels.

### Esdeveniments
El sopar d'inauguració del congrés va consistir en un cerimonial multicolor organitzat pels artistes Miralda, Jaume Xifra i Dorothée Selz, amb la col·laboració de Carles Santos al capdavant d'una orquestra. Els Cerimonial consistien en festes rituals en les quals l'attrezzo i el menjar de color tenien un paper protagonista i transgressor, que volia trencar la rigidesa de les convencions socialment establertes.
Al llarg del congrés es van organitzar una sèrie d'esdeveniments que vinculaven el disseny amb altres llenguatges. L'empresa Olivetti, per exemple, va introduir l'Implicor, un sistema audiovisual que creava un efecte tridimensional a través del color, el so i la imatge en moviment.

### Instant City
Un dels fets més destacats va ser la Instant City, un projecte que s'inscrivia en les recerques sobre les possibilitats que oferien nous materials com els plàstics i el seu ús en inflables. L'Instant City es va crear per a facilitar allotjament als estudiants que assistien al congrés. Carlos Ferrater i Fernando Bendito, llavors estudiants d'arquitectura, van decidir fer un inflable que es va construir en uns terrenys de quinze mil metres quadrats, al costat de la platja, sota els hotels on se celebrava el congrés. El projecte consistia a crear una ciutat de plàstic, efímera, basada en un sistema constructiu simple de figures geomètriques senzilles: s'interconnectaven diversos cilindres i esferes i podien créixer segons les necessitats. L'Instant City volia reivindicar noves formes de convivència fonamentades en la creativitat.

### Exposicions paral·leles
A banda, coincidint amb el congrés, es van organitzar exposicions en diversos indrets de l'illa. Amb el nom IBUS ART, totes les galeries eivissenques van presentar exposicions d'art modern. I banda, es van dur a terme altres experiments: Vacuflex-3, per exemple, va ser el resultat d'un treball conjunt de Muntadas i Gonzalo Mezza en forma d'escultura mòbil, feta amb un tub de plàstic verd d'ús industrial de 20 centímetres de diàmetre i 150 metres de llargada. El número 3, que formava part del nom de la peça, feia referència als tres elements per on es movia: aire, terra i aigua. Els assistents podien traslladar-lo manualment des del lloc de muntatge fins al costat de la Instant City, i passava per diverses zones properes a la cala. El trasllat va modelar-ne espontàniament formes diverses; es van crear inscripcions de paraules sobre la sorra i es va fer interaccionar el tub amb l'aigua.
Josep Ponsatí també va muntar sobre la cala de Sant Miquel una gran escultura mòbil inflable, formada per mòduls de plàstic blanc, d'11 x 3,5 metres cadascun, que va arribar a tenir uns quaranta metres de longitud. Les formes orgàniques eren variables, ja que estaven en constant moviment. La peça es va fer amb la col·laboració d'un grup d'ajudants entre els quals hi havia els membres del Grup Obert de Disseny Urquinaona.

### Conseqüències
D'aquell congrés el que més n'ha transcendit és l'Instant City, per la seva novetat, espectacularitat i fotogènia. Encara hi ha milers de fotografies, diapositives, pel·lícules super-8, a banda dels reportatges publicats en diaris i revistes, i el record que es manté en les desenes d'estudiants que van participar-hi activament. De fet, la Instant City va esdevenir l'emblema de la trobada de dissenyadors a Eivissa del 1971.
En el congrés es van tocar qüestions que aleshores començaven a interessar als dissenyadors i que posteriorment s'han transformat en preocupacions essencials de la professió. De tots els temes que es van tractar, avui en destaquen els pedagògics. També es va parlar de propietat intel·lectual, de patents i marques, de formació permanent i de qüestions relacionades amb deontologia i metodologia.
Es van tractar igualment els avenços ergonòmics en els transports públics, particularment en els automobilístics i ferroviaris; les primeres experiències en el camp de la telefonia mòbil; l'aportació del disseny davant les catàstrofes, fossin bèl·liques o naturals; el reforç al paper de la museologia, aleshores encara instal·lada en fórmules molt tradicionals; els avantatges que podia aportar la creació d'un Mercat Comú Europeu; o les possibilitats tècniques i conceptuals que aportava l'ús de l'ordinador. Es va debatre com podia incidir el disseny en el medi ambient, la política, el desenvolupament o el màrqueting, i es va parlar dels desafiaments propis de la societat de consum. Tots aquests temes ha estat decisius en els anys posteriors, en la pràctica del disseny industrial, tant des de perspectives professionals com empresarials.